# Windows Media
Windows Media is een framework voor het creëren en distribueren van multimedia voor Windows ontwikkeld door Microsoft.

## Situering
Er zijn drie media-indelingen die met de steun van Microsoft in omloop zijn gebracht: AVI, ASF en WMV. Dit werd gedaan om een eigen standaard te creëren. ASF en WMV sluiten dicht bij elkaar aan: WMV komt voort uit ASF.
ASF stond oorspronkelijk voor Advanced Streaming Format. Deze benaming werd later veranderd naar Advanced System Format, toen ASF niet langer uitsluitend voor streaming doeleinden gebruikt werd. Net als AVI is ASF een container. Hierin wordt niet zozeer besproken op welke manier audio en video gecomprimeerd moeten worden, maar wel de structuur van de video/audio-stream. Dit betekent dat ASF-bestanden in principe met om het even welke codec kan gecodeerd worden. 
De ASF-indeling is gebaseerd op seriële objecten: bitrijen, met elk een eigen GUID markering. ASF kan ook objecten bevatten met metadata, zoals artiest, titel, album, en genre. 
WMV is eigenlijk een ASF-bestand, waar enkel video en audio is opgenomen. Wanneer enkel audio-objecten worden gebruikt, kan men spreken van WMA. In de toekomst zullen echter meer en meer WMV-bestanden gebruikt worden, omdat bijkomende informatie zoals metadata en markers in externe afspeellijsten worden opgenomen. Hierbij is te denken aan ASX- of SMIL-bestanden. Met een uitbreiding van de functionaliteit van WMV kunnen nu ook informatieobjecten opgenomen worden in WMV-bestanden, zoals scriptheaders, markers en metadata: WMV is dus ook een container geworden.
De ASF-containerstructuur werd in 2000 gepatenteerd in de Verenigde Staten.

## Codecs
Vanaf versie 7 (WMV1) van het Windows Media Framework, gebruikt Microsoft zijn eigen variant op MPEG-4. Ruwe WMV-video wordt verpakt in een AVI- of ASF-container, zoals hierboven beschreven. 
Microsoft heeft de codec van Windows Media versie 9 voorgedragen aan de Society of Motion Picture and Television Engineers (SMPTE), om deze te laten goedkeuren als een internationale standaard.

## Toepassingen

### Windows Media Player
Windows Media Video is het standaard gebruikte videoformaat in WMP, WMA is het standaardformaat voor audio. De MPEG-4-standaard wordt tegenwoordig breed ondersteund. Windows Media Player is gratis te downloaden voor Pocket PC, Mac OS, en Solaris. 
In andere segmenten dan de pc is Windows Media Player niet dominant. Fabrikanten van mobiele telefoons gebruiken vrijwel unaniem de 3GPP-standaard, een variant op MPEG-4. H.264, een MPEG-4-codec, is in zowel het blu-ray- als hd-dvd-kamp als voorkeurscodec gekozen.

### Streaming
Windows Media bestanden kunnen zowel worden gedownload, als gebruikt om te streamen. Voor dit laatste dient gebruikgemaakt te worden van de Microsoft Windows Media Streaming Server, of compatibele streamingservers.

### Coderen
Het coderen van video naar WMV-formaat wordt door de meeste videobewerkingspakketten (bijvoorbeeld Pinnacle Studio) ondersteund. Microsoft leverde met Windows XP zelfs Windows Movie Maker mee, maar vanaf Windows Vista is dit een aparte download (onderdeel van Windows Live). Het gratis programma Windows Media Encoder kan ook gebruikt worden om WMV-bestanden te maken.